# Пристава
Пристава је насељено место у саставу општине Тухељ у Крапинско-загорској жупанији, Хрватска. До територијалне реорганизације у Хрватској налазила се у саставу старе општине Клањец.

## Становништво
На попису становништва 2011. године, Пристава је имала 239 становника.

## Попис1991.
На попису становништва 1991. године, насељено место Пристава је имало 234 становника, следећег националног састава:
| Попис 1991.‍ | Попис 1991.‍ | Попис 1991.‍ | Попис 1991.‍ | Попис 1991.‍ |
| ----------- | ----------- | ----------- | ----------- | ----------- |
|             |             |             |             |             |
| Хрвати      | Хрвати      |             | 234         | 100%        |
| укупно: 234 |             |             |             |             |